# Радомир Митровић
Радомир Митровић (Биоче, код Подгорице, 5. јануар 1912 — Штитари, код Берана, 2. јануар 1942) био је учесник Народноослободилачке борбе и народни херој Југославије.

## Биографија
Рођен је 5. јануара 1912. године у селу Биочу, код Подгорице. Потицао је из сиромашне сељачке породице. Након завршетка Првог светског рата, 1918. године, његова породица се у потрази за бољим условима за живот, преселила из Биоча у Беране, где су се бавили ситним трговачким пословима. Основну школу и гимназију је похађао у Беранама, где је и матурирао 1932. године.
Уписао је Правни факултет у Београду, али због лошег материјалног стања није успио да заврши студије. Док је био у Београду, активно је учествовао у револуционарном студентском покрету. Након повратка у Беране, повезао са са средњошколском, радничком и сеоском омладином и на тај начин започео своју револуционарну активност. Током 1933. и 1934. године, учествовао је у стварању и раду марксистичких група које су деловале у Беранама. Године 1935. дошло је до преломног реорганизације организације Комунистичке партије Југославије (КПЈ) у беранском срезу. Након тога, организација КПЈ је почела организационо и идејно-политички да снажи и да већу пажњу повећује уздизању кадрова, чиме је почео да расте њен углед у народу, а посебно међу средњошколском и осталом омладином.
Међу првим новим члановима, који су током 1935. године, примљени у Комунистичку партију у Беранама, био је Радомир Митровић. Када је, у пролеће 1936. године, дошло до полицијске провале у партијску организацију КПЈ у Црној Гори, из беранског среза је ухапшено петнаест комуниста. Месни комитет је тада практично престао да постоји, јер је више комуниста морало да побегне у Албанију, како би избегли хапшење. У тим најтежим условима за Партију у овом крају, Радомир је био именован за секретара привременог Месног комитета и чинио је све да спречи ширење партијске провале.
Од 1937. године био је стално биран за члана Месног комитета КПЈ за Беране и учествовао је у готово свим револуционарним акцијама КПЈ у беранском срезу. Његова кућа у Беранама била је сигурна база за окупљање револуционарне омладине. У априлу 1941. године, када је у току краткотрајног Априлског рата, дошло до капитулације Југословенске војске, берански комунисти су самоиницијативно отпочели да прикупљају оружје и врше пропагирање отпора против окупатора. Иако је  живио у граду у коме се налазио један од најјачих италијанских гарнизона у Црној Гори, Радомир је илегално учествовао у припреми оружаног устанка и организовању бораца у герилске одреде.
Као члан Месног комитета КПЈ за Беране, учествовао је 14. јула 1941. године у Мојковцу на састанку Обласног комитета КПЈ за Санџак, на коме је одлучено да се спроведу директиве Политбироа ЦК КПЈ и Покрајинског комитета КПЈ за Црну Гору, Боку и Санџак о дизању народног устанка. Непосредно пре избијања Тринаестојулског устанка у беранском срезу, италијанске окупаторксе власти су извршиле претрес куће породице Митровић и ухапсиле су Радомировог старијег брата Милета Митровића (1902—1941), кога су 17. јула, заједно с осморицом родољуба, стрељају на Јасиковцу, изнад Берана. У тренутку ове рације, Радомир се налазио ван града, па је на тај начин избегао хапшење.
У тродневним борбама за ослобођење Берана, Радомир се истакао храброшћу и организационим способностима. Устаничка јединица којом је непосредно руководио, забележила је у првим сукобима с непријатељем велике успехе. У ослобођеним Беранама, 21. јула 1941. године, био је један од активних учесника у раду Среске народне скупштине, која је изабрала Срески народни одбор ослобођења Берана — који је био први револуционарни орган власти у окупираној Југославији. У овом Одбору, као један од истакнутијих његових чланова, водио је финансије и привредне послове, активно радећи на организовању целокупног привредног живота на ослобођеној територији среза.
Његов политички рад је био веома запажен у циљу да се одржи јединство маса у устанку, истичући као најважнији циљ борбу за ослобођење. Истакао се и у руковођењу и храброшћу у борбама за одбрану слободне територије горњег Полимља, крајем јула и почетком августа 1941. године. Септембра 1941. године, на Среској конференција КПЈ за Беране поново је био изабран за члана Месног комитета. У току јесени 1941. врло активно је радио на политичком раду у припремању маса за наставак ослободилачке борбе, реорганизовању партизанских јединица и извођењу војних акција против окупатора и домаћих издајника.
Крајем децембра 1941. године, извршена је реорганизација партизанских јединица са територије беранског среза и тада је формиран Берански партизански батаљон „Милош Малишић”. За његовог политичког комесара био је постављен Радомир Митровић. Погинуо је 2. јануара 1942. године, када је у засеоку Луковица, код села Штитара у близини Берана, када је упао у заседу четника, под комадом Павла Ђуришића.
После Радомирове погибије, због његових револуционарних заслуга и доприноса народном устанку, јануара 1942. године Комски партизански одред је понео његово име.
Указом Президијума Народне скупштине ФНР Југославије 10. јула 1952. године, проглашен је за народног хероја.